# John Gurdon
John Bertrand Gurdon (2 de octubre de 1933), es un biólogo del desarrollo británico. Sus descubrimientos relativos a clonación le valieron el Premio Nobel de Fisiología o Medicina en 2012.
Asistió al Eton College, donde su afición por las ciencias naturales no se vio reflejada en sus calificaciones o en los proyectos en los que participaba, contando incluso con el escepticismo de alguno de sus profesores. Posteriormente estudió humanidades en la Christ Church de Oxford, pero terminó licenciándose en zoología. Investigó en numerosas universidades, especialmente en el Departamento de Zoología de la Universidad de Oxford (de 1962 a 1971) y en la Universidad de Cambridge (de 1971 a 1983).
En 1958 clonó una mosca, por lo cual se convirtió en un referente en biología del desarrollo y en transferencia nuclear. En 1962, inició experimentos de clonación utilizando células no embrionarias, en concreto, células del revestimiento intestinal del renacuajo. Gurdon pensaba que los renacuajos tenían la edad suficiente como para que las células extraídas pudieran ser diferenciadas. Gurdon expuso un óvulo de rana a la luz ultravioleta, lo que destruyó su núcleo. Después, extrajo el núcleo de una célula intestinal de renacuajo y lo implantó en el óvulo enucleado. El óvulo se desarrolló y se convirtió en un renacuajo que era genéticamente idéntico al renacuajo donante del ADN
Entre otros galardones, John Gurdon ha obtenido el Premio Wolf en Medicina, en 1989, y el Premio Lasker, en 2009. En 2012 le fue otorgado el Premio Nobel de Fisiología o Medicina por haber descubierto, junto a Shinya Yamanaka, la posibilidad de obtener células madre a partir de células adultas. En cuanto a su vida personal, John Gurdon es cristiano, perteneciente a la Iglesia de Inglaterra.